# Maximiliano Poblete
Maximiliano Poblete Cortés (Freirina, 7 de enero de 1873 - Santiago, 12 de julio de 1946) fue un político Chileno, considerado uno de los más importantes alcaldes que ha regido en Antofagasta. Estuvo en el cargo durante 18 años, desde 1912 a 1930.

## Biografía
Nació en la comuna de Freirina. Miembro de una numerosa familia de dieciocho hijos formada por José Hilarión Poblete Barrios y Carmelinda Cortés Rojas.
Conforme transcurrió su infancia, inició sus estudios primarios en Ovalle, luego la familia se tuvo que trasladar a Antofagasta por motivos económicos. Ingresó al Liceo de Hombres de Antofagasta para realizar sus cursos de educación primaria y parte de su educación secundaria, que terminó en el Colegio San Agustín de Santiago. Ingresó a la Universidad de Chile para estudiar Medicina, egresando en 1898.
Posteriormente en 1901 contrajo matrimonio con María Cristina Espinoza Mujica, la cual falleció en 1905.
En 1909, siendo militante del Partido Radical, fue elegido regidor de la Ilustre Municipalidad de Antofagasta. Posteriormente en 1912 asumió como alcalde.

## Obras urbanas
Como alcalde logró el adjudicarse un préstamo en Londres por el total de 200.000 £, de los cuales destinó 136.000 £ en la pavimentación de la ciudad, 30.000 £ en la construcción del Mercado Municipal y el resto en la remodelación de la Avenida Brasil y el Balneario Municipal entre otros.
Tras 18 años continuos en el cargo, se retiró en 1930.

## Homenajes
El 5 de marzo de 1946 recibió de manos del alcalde de Antofagasta Héctor Albornoz, el título de Ciudadano Honorario junto con Isaac Arce, Carlos de la Fuente y Félix Durán Alba. A sólo meses del nombramiento, Maximiliano Poblete falleció el 12 de julio de 1946.
En honor a Maximiliano Poblete, el municipio levantó en 1950 un monumento diseñados por el arquitecto Jorge Tarbuskovic Dulcic en el cruce de calle Matta con Av. O'Higgins (inicio del Parque Brasil), el conjunto está compuesto por una columnata y un busto (moldeado por Tarbuskovic). Además a Poblete se le dedicó un parque dentro de la Avenida Brasil. Asimismo, lleva su nombre la Octava Compañía de Bomberos Maximiliano Poblete y la Escuela Básica Alcalde Maximiliano Poblete Cortés.